# Bouarada
Bouarada o Bou Arada (àrab: بوعرادة, Būʿarāda) és una ciutat de Tunísia, a la governació de Siliana, situada uns 37 km al nord-est de Siliana. És capçalera d'una delegació a la que el cens del 2004 assigna una població de 22.080 habitants.

## Economia
Disposa d'una zona industrial, però la major part de la població viu de l'agricultura, especialment els cereals.

## Administració
És el centre de la delegació o mutamadiyya homònima, amb codi geogràfic 24 53 (ISO 3166-2:TN-12), dividida en sis sectors o imades:
- Banlieue de Bouarada (24 53 51)
- Bouarada (24 53 52)
- Fatis (24 53 53)
- Henchir Er-Roman (24 53 54)
- Sidi Abdennour (24 53 55)
- Tarf Ech-chena (24 53 56)

Al mateix temps, forma una municipalitat o baladiyya (codi geogràfic 24 12).